# Manho Guterres
D. Manho Guterres ou Nuno Guterres “o Quatro mãos” foi senhor de Roa  e Cavaleiro do Reino de Castela. Entrou para a história ao ter tomando a iniciativa de libertar o rei de Castela após um combate em que este ficou preso às mãos de militares do Reino de Navarra.

## Relações familiares
Foi filho de D. Guterre de Castanheda e pai de D. Gomes de Castanheda casado com Maria. 